# Piaśnik (Grabowo)
Piaśnik (Kolonia Górna, Kolonia Górna-Grabowo) – kolonia wsi Grabowo w Polsce, położona w województwie zachodniopomorskim, w powiecie stargardzkim, w gminie Stargard. Wchodzi w skład sołectwa Grabowo.
W latach 1975–1998 kolonia administracyjnie należała do województwa szczecińskiego.